# 本亚明·佩莱德
本亚明（班尼）·佩莱德（希伯來語：‎，1928年—2002年7月13日）是赎罪日战争和恩德培行动期间的以色列空军司令。他以少将軍階退役。